# 알프레도 데 안젤리스

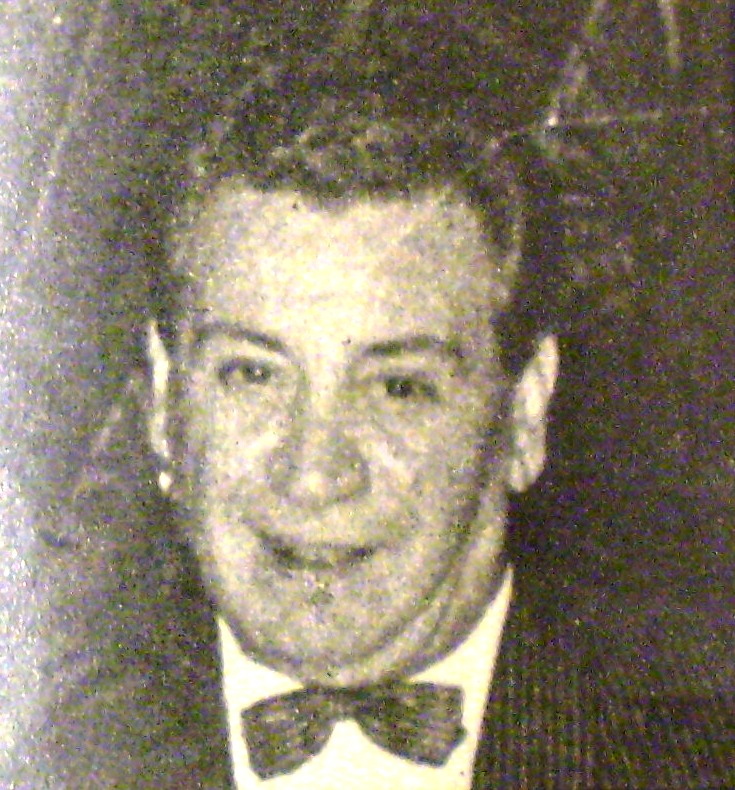
1968년

알프레도 데 안젤리스(Alfredo De Angelis, 1910년 11월 2일 ~ 1992년 3월 31일)는 지휘자·피아노 주자·작곡가이다. 부에노스아이레스 근방인 아도르게시(市)에서 태어나 어릴 때부터 피아노를 배웠다. 1930년에 로스 멘도시노스 6중주단 등에서 반도네온 주자로서 활약한 뒤 1940년에 독립, 자기 악단을 조직하였다. 1941년에 코리엔테스가(街)의 유명한 탱고 다방 '마르소토'에 출연하여 인기를 높였다. 그의 연주는 매우 명쾌한 바이라브레로 대중을 장악하였으며 레코드의 수도 많다.  작품에는 <프레고네라>가 유명하다.